# Parafia Najświętszego Serca Jezusowego w Tanowie
Parafia pw. Najświętszego Serca Jezusowego w Tanowie – parafia rzymskokatolicka, należąca do dekanatu Police, archidiecezji szczecińsko-kamieńskiej, metropolii szczecińsko-kamieńskiej. W parafii posługują księża diecezjalni. Według stanu na wrzesień 2023 administratorem parafii jest ks. Ryszard Taraszkiewicz.

## Kościół parafialny
Kościół pw. Najświętszego Serca Jezusowego w Tanowie

## Kościoły filialne i kaplice
Kościół w Bartoszewie